# بلنکویه (سرزمین آلتای)
بلنسکویه (به لاتین: Belenkoye) یک منطقهٔ مسکونی در روسیه است که در سرزمین آلتای واقع شده‌است.